# Ras El Miaad
Ras El Miaad è un comune dell'Algeria, situato nella provincia di Ouled Djellal.